# Schansspringen op de Olympische Winterspelen 1924
Schansspringen is een van de sporten die beoefend werden tijdens de Olympische Winterspelen 1924 in Chamonix-Mont-Blanc.

## Heren
| rang   | sporter(s)            | land | sprong 1 | sprong 2 | totaal |
| ------ | --------------------- | ---- | -------- | -------- | ------ |
| Goud   | Jacob Tullin Thams    | NOR  | 49.0     | 49.0     | 18.960 |
| Zilver | Narve Bonna           | NOR  | 47.5     | 49.0     | 18.689 |
| Brons  | Anders Haugen         | USA  | 49.0     | 50.0     | 17.916 |
| 4      | Thorleif Haug         | NOR  | 44.0     | 44.5     | 17.821 |
| 5      | Einar Landvik         | NOR  | 42.0     | 44.5     | 17.521 |
| 6      | Axel-Herman Nilsson   | SWE  | 42.5     | 44.0     | 17.146 |
| 7      | Menotti Jacobsen      | SWE  | 43.0     | 42.0     | 17.083 |
| 8      | Alexander Girardbille | SUI  | 40.5     | 41.5     | 16.794 |

Het zou 50 jaar duren voordat de Amerikaan Haugen zijn bronzen medaille kreeg. Pas toen werd een rekenfout ontdekt in de berekening van de score van de Noor Haug. Na correctie van de fout schoof de Amerikaan een plaats op ten koste van de Noor. Op 17 september 1974 organiseerde het Internationaal Olympisch Comité in Oslo een speciale ceremonie, waarin Haugen de medaille kreeg overhandigd door de dochter van de in 1934 overleden Haug.